# Всеобщие выборы в Гане (2008)
Всеобщие выборы в Гане проходили 7 декабря 2008 года со вторым туром президентских выборов 28 декабря 2008 года и 2 января 2009 года. Джон Эванс Атта Миллс Национального демократического конгресса был объявлен победителем только после довыборов 2 января, опередив соперника из Новой патриотической партии Нана Акуфо-Адду менее, чем на 1 %. В парламенте также большинство оказалось у Национального демократического конгресса, который опередил Новую патриотическую партию, получив 116 из 230 мест парламента.

## Результаты

### Президентские выборы
Выборы отличались особенно высокой явкой. В связи с большим отрывом двух основных кандидатов Джона Миллса и Нана Акуфо-Аддо от остальных предполагалось, что победитель будет выявлен в первом туре, хотя Паа Квеси Ндуом заявил, что хочет набрать неожиданно много голосов, чтобы обеспечить 2-й тур между основными претендентами. При подведении результатов первого тура после подсчёта 40 % голосов лидировал Акуфо-Аддо с 49,5 % против 47,6 % у Миллса. Затем Миллс вырвался вперёд, а после подсчёта 70 % голосов большинство вновь стало у Акуфо-Аддо. После подведения окончательных итогов выяснилось, что никто не набрал более 50 % голосов. После второго тура, прошедшего 28 декабря 2008 года, разница между кандидатами оказалась настолько небольшой, что Избирательная комиссия заявила, что не будет объявлять результаты пока не закончатся перевыборы 2 января 2009 года в округе Таин (область Бронг-Ахафо), в котором 2-й тур был отложен из-за технических проблем. До объявления результатов сотни сторонников Национального демократического конгресса собрались у штаб-квартиры Избирательной комиссии с требованием объявить Миллса победителем. Полиции и армии пришлось оттенить толпу.
Опасаясь насилия в день выборов в округе Таин, Новая патриотическая партия подала в суд иск с требованием перенести выборы, заявляя, что «атмосфера в сельском районе не способствует свободным и справедливым выборам». Суд отклонил просьбу о судебном запрете выборов и объявил, что дело будет рассматриваться только 5 января 2009 года. В ответ НПП призвала своих сторонников бойкотировать голосование, за что была подвергнута критике со стороны гражданских групп.
| Партия                                                                                         | Партия                                 | Кандидат                           | 1-й тур   | 1-й тур  | 2-й тур   | 2-й тур  |
| Партия                                                                                         | Партия                                 | Кандидат                           | Голоса    | %        | Голоса    | %        |
| ---------------------------------------------------------------------------------------------- | -------------------------------------- | ---------------------------------- | --------- | -------- | --------- | -------- |
|                                                                                                | Национальный демократический конгресс  | Джон Эванс Атта Миллс              | 4 056 634 | 47,92 %  | 4 521 032 | 50,23 %  |
|                                                                                                | Новая патриотическая партия            | Нана Акуфо-Аддо                    | 4 159 439 | 49,13 %  | 4 480 446 | 49,77 %  |
|                                                                                                | Народная партия конвента               | Паа Квеси Ндуом                    | 113 494   | 1,34 %   |           |          |
|                                                                                                | Народная национальная конвенция        | Эдуард Махама                      | 73 494    | 0,87 %   |           |          |
|                                                                                                | Партия демократической свободы         | Эммануэль Ансах-Антви              | 27 889    | 0,33 %   |           |          |
|                                                                                                | Независимый                            | Кваси Амоафо-Йебоах                | 19 342    | 0,23 %   |           |          |
|                                                                                                | Демократическая народная партия        | Томас Ворд-Брю                     | 8653      | 0,10 %   |           |          |
|                                                                                                | Реформистские патриотические демократы | Квабена Аджей                      | 6889      | 0,08 %   |           |          |
| Действительных бюллетеней                                                                      | Действительных бюллетеней              | Действительных бюллетеней          | 8 465 834 | 97,63 %  | 9 001 478 | 98,98 %  |
| Недействительных/пустых бюллетеней                                                             | Недействительных/пустых бюллетеней     | Недействительных/пустых бюллетеней | 205 438   | 2,37 %   | 92 886    | 1,02 %   |
| Всего                                                                                          | Всего                                  | Всего                              | 8 671 272 | 100,00 % | 9 094 364 | 100,00 % |
| Явка                                                                                           | Явка                                   | Явка                               | 69,52 %   | 69,52 %  | 72,91 %   | 72,91 %  |
| Источники: Electoral Commission of Ghana, Архивная копия от 20 ноября 2011 на Wayback Machine, |                                        |                                    |           |          |           |          |

### Парламентские выборы

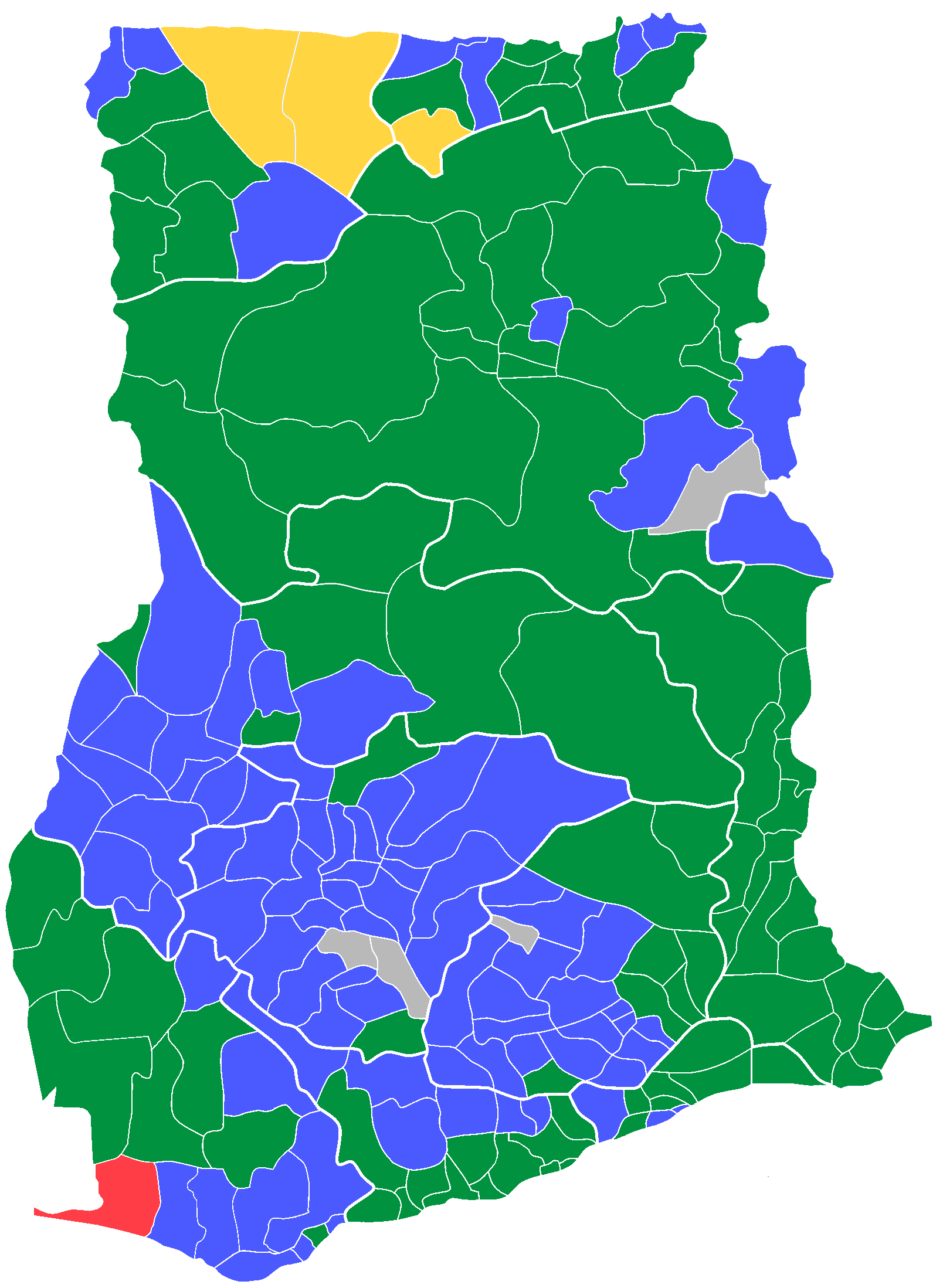
Распределение голосов на парламентских выборах 2008 года по областям Ганы.
Национальный демократический конгресс
Новая патриотическая партия
Народная национальная конвенция
Народная партия конвента
Независимые

| Партия                                | Голоса     | %    | Мест | +/- |
| ------------------------------------- | ---------- | ---- | ---- | --- |
| Новая патриотическая партия           | 4 013 013  | 46,9 | 107  | -21 |
| Национальный демократический конгресс | 3 776 917  | 42,2 | 116  | +22 |
| Народная партия конвента              | 252 266    | 3,0  | 1    | -2  |
| Народная национальная конвенция       | 117 732    | 1,4  | 2    | -2  |
| Независимые                           | 390 050    | 4,5  | 4    | +3  |
| Недействительных/пустых бюллетеней    | 205 438    | -    | -    | -   |
| Всего                                 | 8 755 416  | 100  | 230  | 0   |
| Зарегистрированных избирателей/Явка   | 12 472 758 | 70,2 | -    | -   |
| Источник: Adam Carr, IPU              |            |      |      |     |